# Tephrosia flagellaris
Tephrosia flagellaris là một loài thực vật có hoa trong họ Đậu. Loài này được Domin miêu tả khoa học đầu tiên.